# Головпоштамт (Харків)

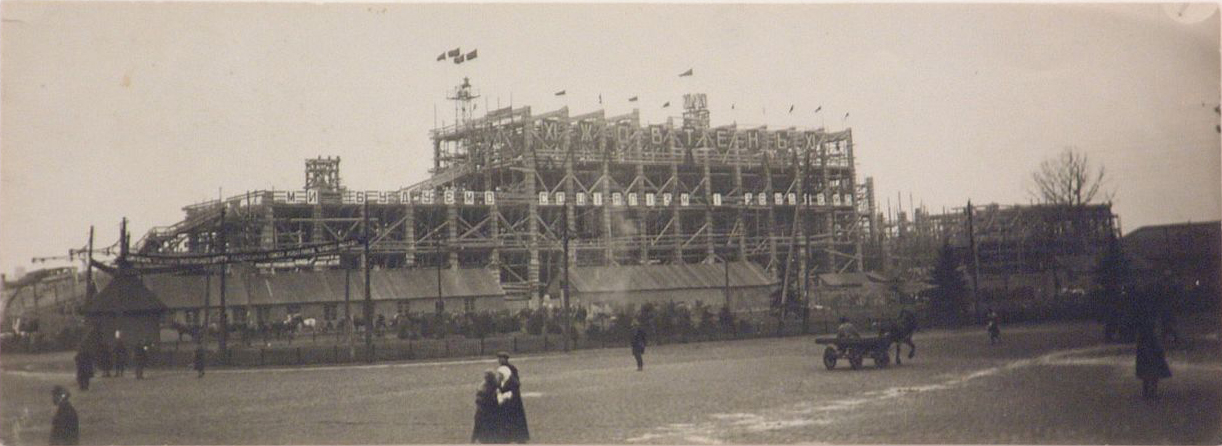
Будівництво (фото Лазара Лісицького, 1928)

Головпоштамт — конструктивістська будівля головпоштамту у центрі Харкова, розташована на Привокзальному майдані, 2, поруч із головним залізничним вокзалом міста. Пам'ятка архітектури та містобудування місцевого значення № 7317-Ха.

## Історія та архітектура
Будівля побудована у 1927—1929 роках, після архітектурного конкурсу, за проєктом Аркадія Мордвінова (1896—1964). У попередні роки були плани побудувати на цій ділянці комплекс Держпрому, який врешті звели на майдані Свободи в центрі міста. Головпоштамт є одним із найкращих зразків харківського конструктивізму.
Будівля має залізобетонну конструкцію, динамічний фасад, плоскі дахи, горизонтальні смуги вікон, що утворюють цікавий зовнішній вигляд фасаду, а також мають функціональне значення для розташування приміщень всередині будівлі. Збереглися чотири невеликі балкони, призначені для поштових голубів, які вийшли з ужитку вже на момент закінчення будівництва. Всередині будівля була оснащена внутрішньою пневмопоштою, де листи переміщалися потоком повітря по трубах.
Циферблати годинників, яких зараз немає, спочатку кріпилися до верхніх кутів центральної сходової вежі, їхні контури все ще видно. Ліве крило будівлі займало обласне управління НК, а сьогодні це відділення Національної поліції України. Поруч з будинком головпоштамту розташована інша конструктивістська пам'ятка — комплекс житлових будинків для працівників залізниці, збудованих за проєктом Олексія Бекетова. Після руйнувань Другої світової війни всі будівлі були перебудовані за проєктами архітекторів Г. Волошина, Є. Лімара, Б. Мезенцев.
Нині частина будівлі використовується для комерції, а також тут знаходиться поштамт Укрпошти. У 2012 році будівля відреставрована.

## Галерея

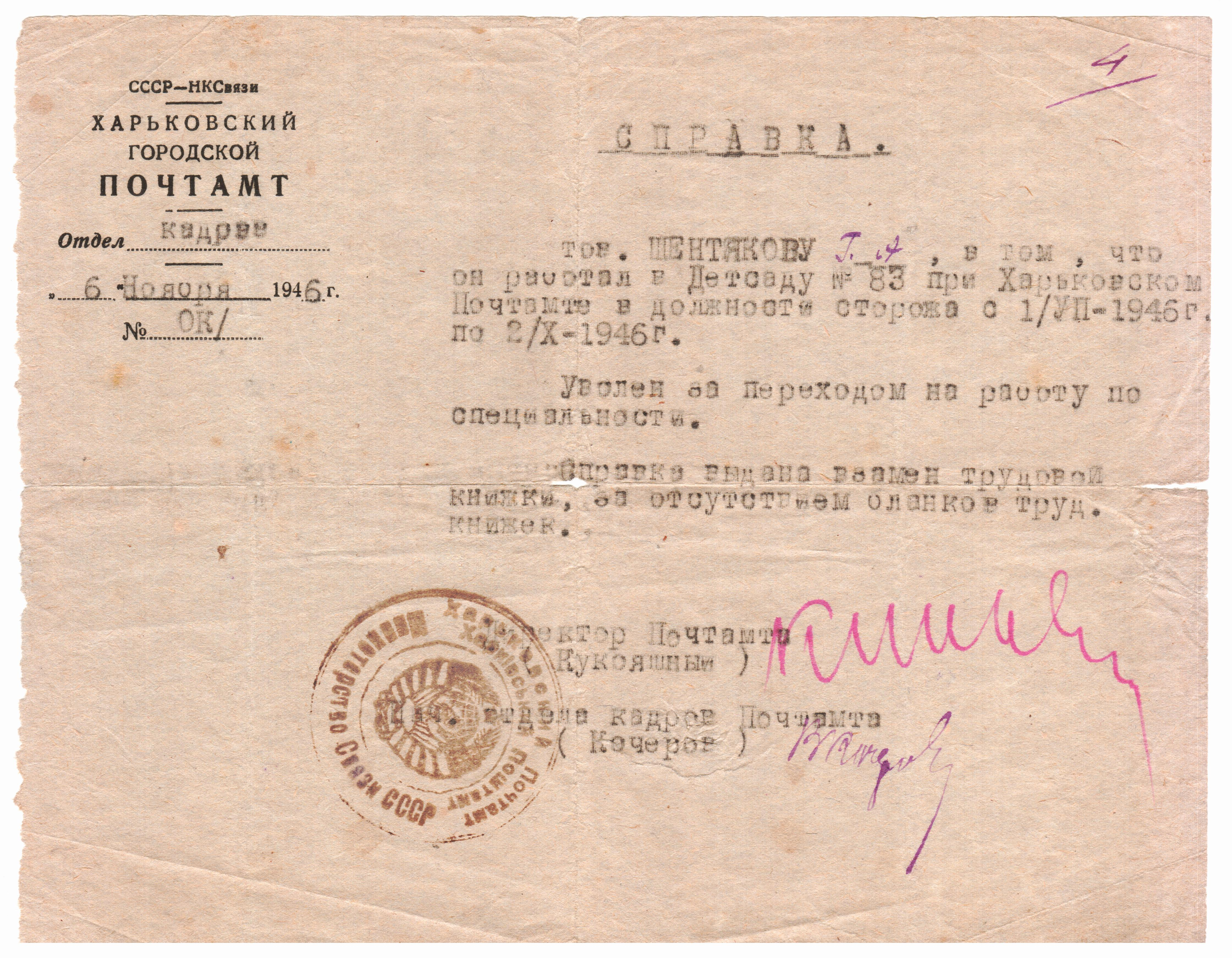
Документ відділу кадрів післявоєнного Харківського поштамту (довідка про роботу), 1946
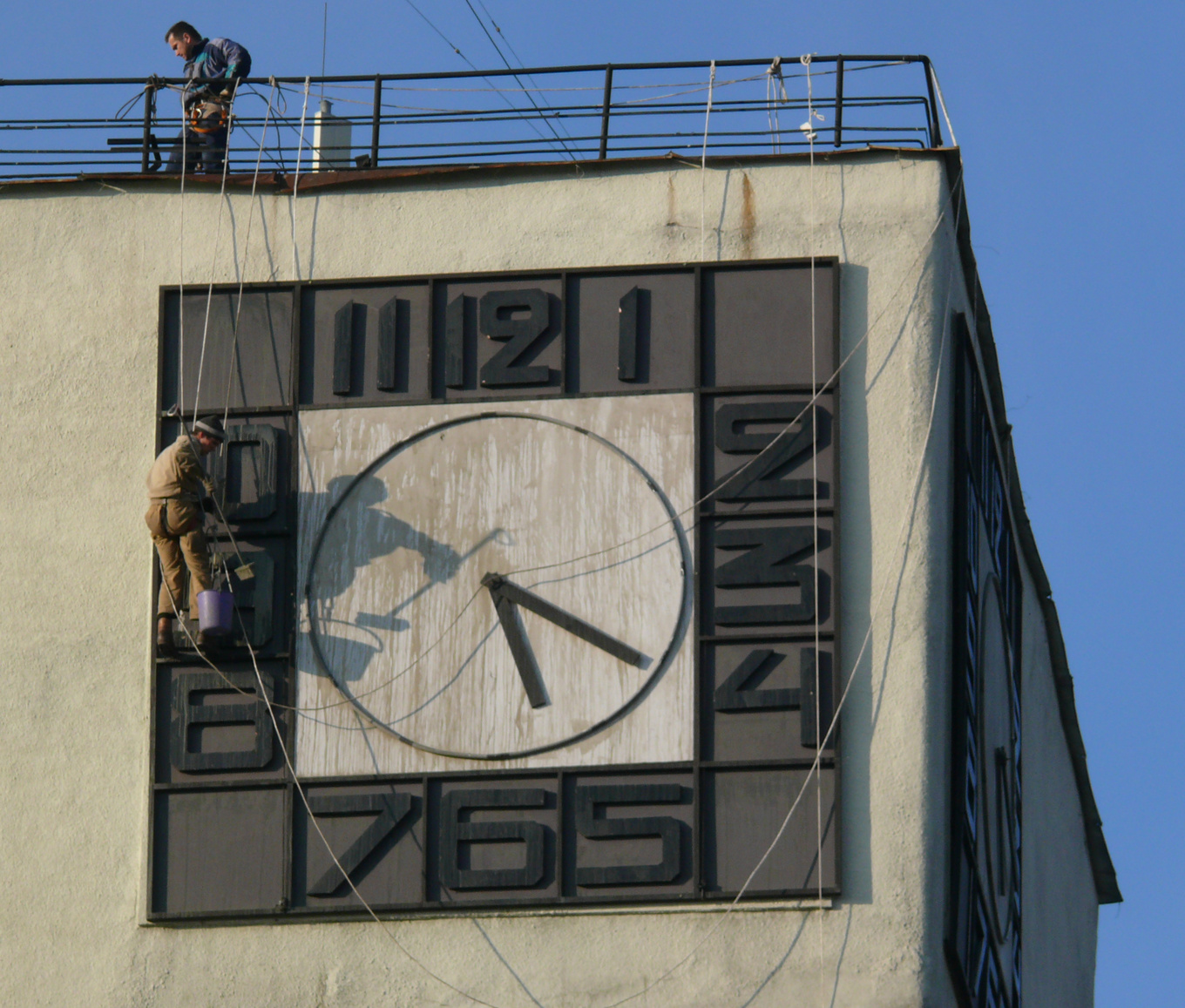
Годинник
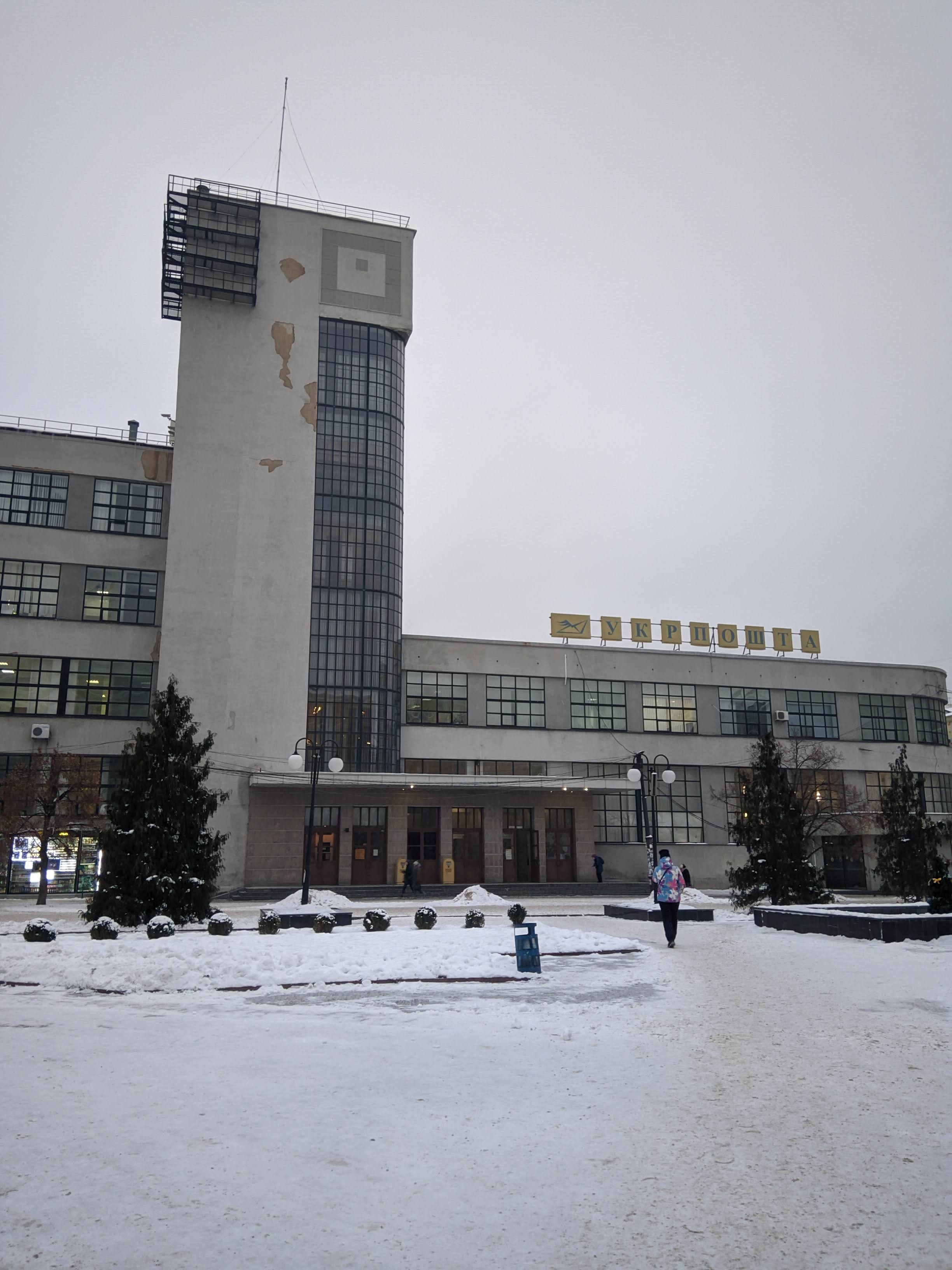
Башта
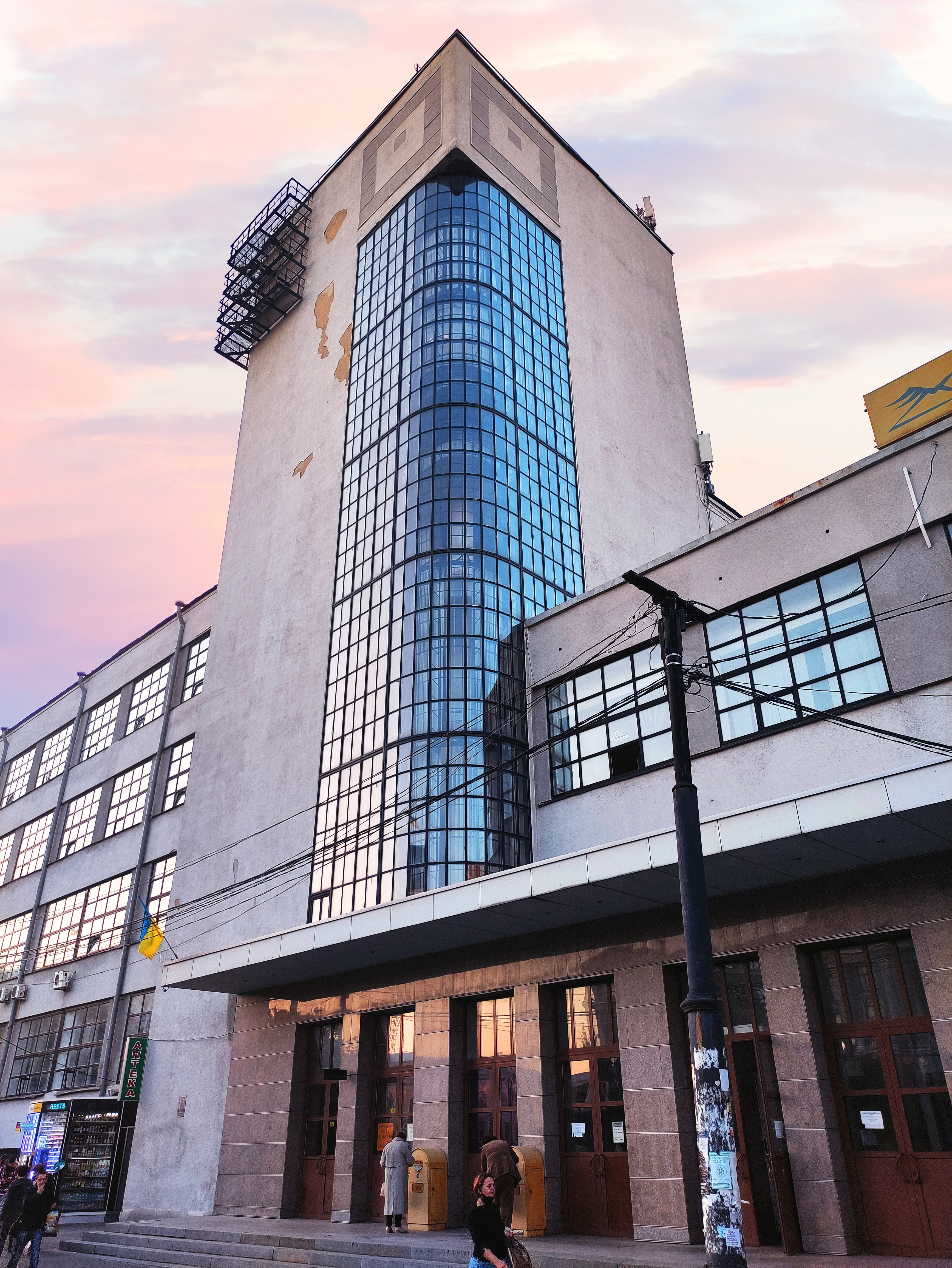
Панорамні вікна башти
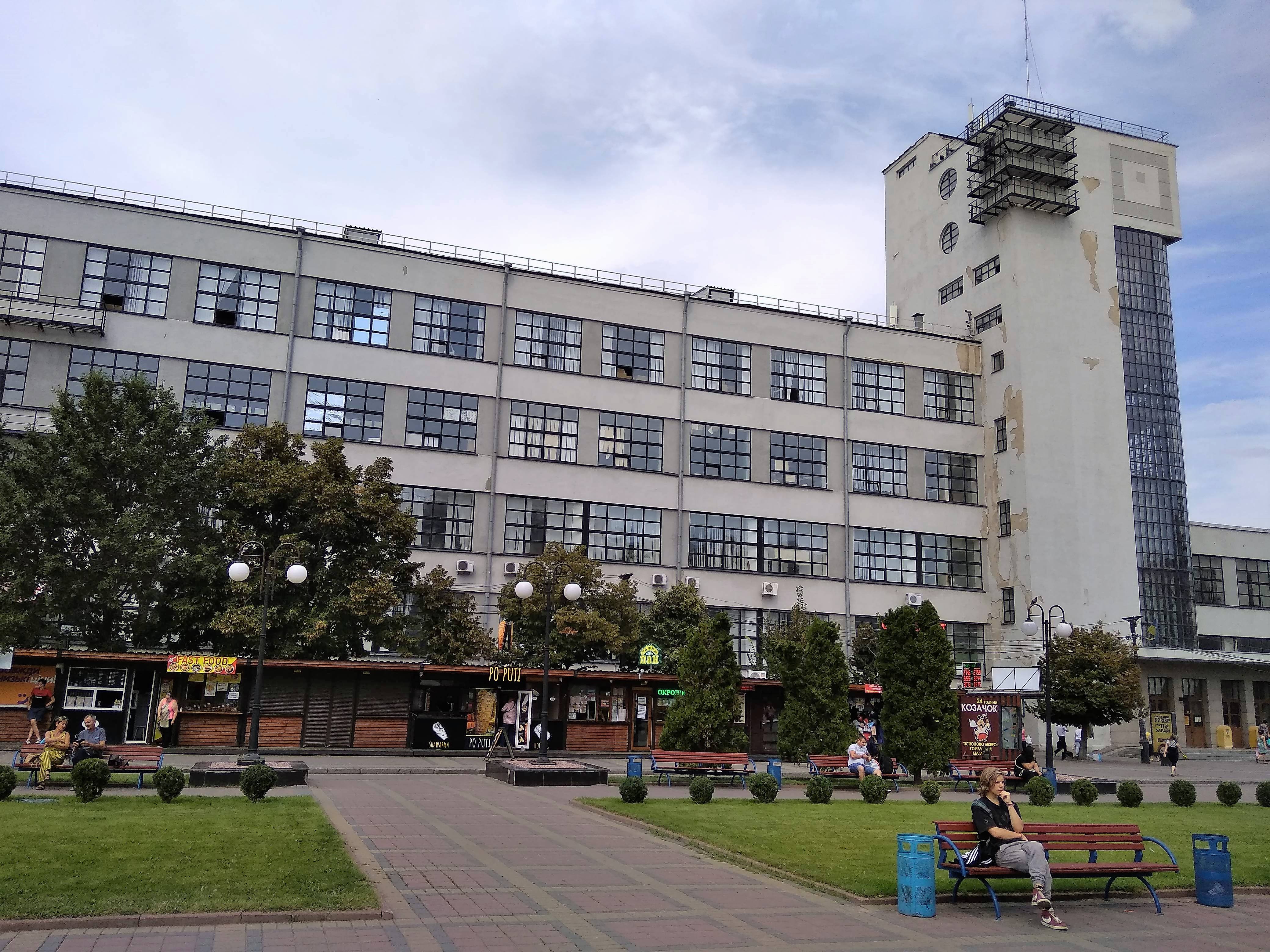